# Polystichum nudisorum
Polystichum nudisorum är en träjonväxtart som beskrevs av Ren-Chang Ching. Polystichum nudisorum ingår i släktet Polystichum och familjen Dryopteridaceae. Inga underarter finns listade.